# Palacio de Emmendingen

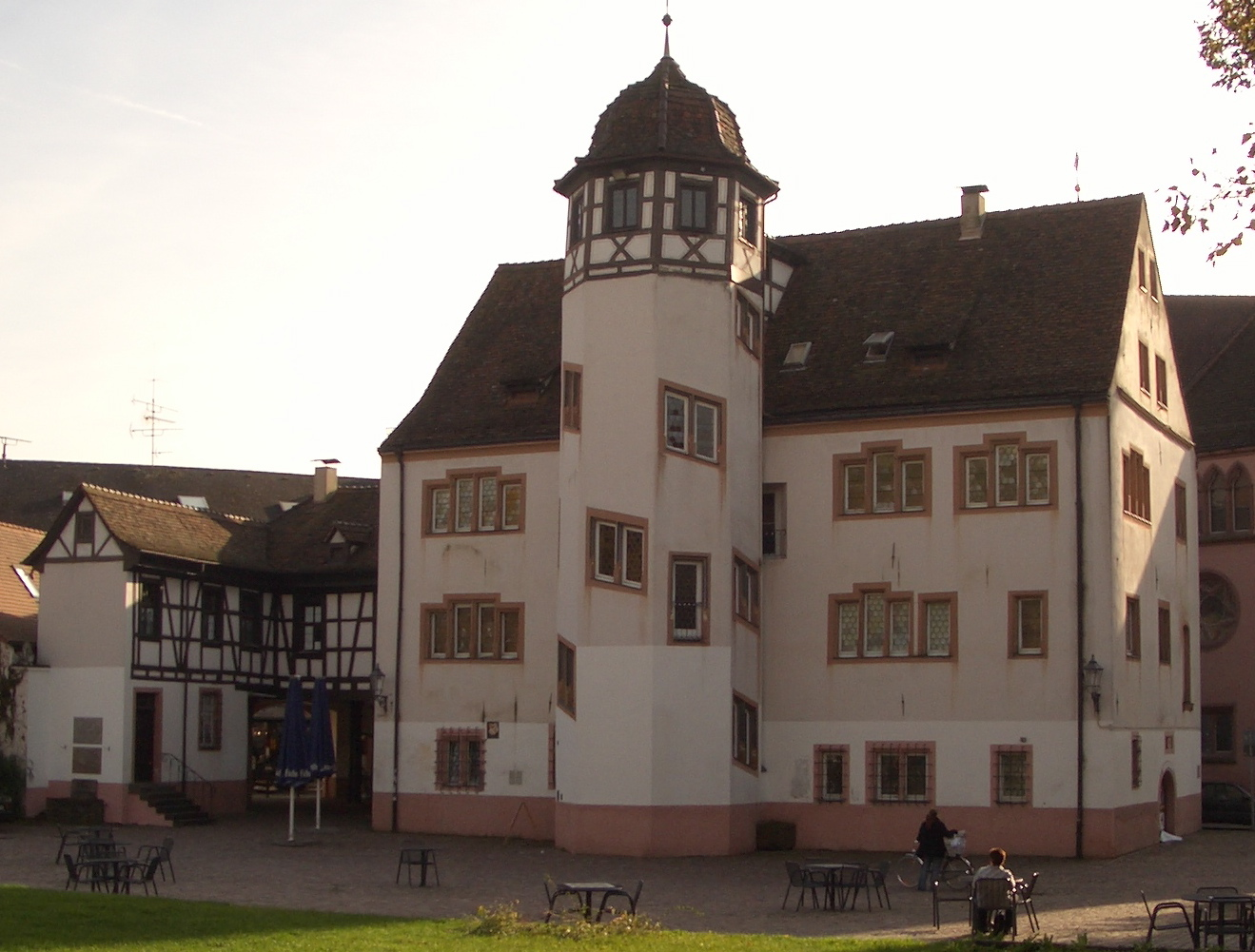
Palacio de los margraves

El Palacio de Emmendingen es una edificación que se encuentra en la ciudad alemana de Emmendingen, Baden-Wurtemberg. También es denominado Palacio de los Margraves (Markgrafenschloss), debido a que en 1588 el margrave Jacobo III de Baden-Hachberg adquirió la finca que había existido en este sitio y la modificó y amplió en el estilo arquitectónico predominante en aquel entonces, el renacentista, además de establecer su residencia en el mismo. El 17 de agosto de 1590 murió en el castillo, tratándose probablemente de un envenenamiento. El motivo pudo haber sido su conversión a la fe católica el 15 de julio de 1590. A la muerte de Jacobo, el palacio siguió siendo la residencia de los bailios del margraviato de Baden. En 1833 la ciudad de Emmendingen lo adquirió para convertirlo en hospital. Tras el traslado del hospital a un nuevo edificio entre 1919 y 1920, fue restaurado a fondo para albergar los comienzos de la colección de historia local.

## Museo en el palacio de los margraves

### Museo de la historia de la ciudad
El museo presenta la historia de Emmendingen desde su primera mención en un documento escrito del año 1094 hasta la actualidad, con un énfasis particular en la artesanía, el sistema gremial o la industrialización, así como en el desarrollo de la ciudad durante el siglo XVIII. Hay salas dedicadas en especial a la revolución badense de 1848-1849 y Emmendingen como un lugar de reunión de los poetas del Sturm und Drang. Reciben especial atención destacadas personalidades de la historia de Emmendingen, como Johann Georg Schlosser, que estaba casado con la hermana Cornelia de Goethe, o el pionero de la aviación Carl Friedrich Meerwein.

### Museo de fotografía Hirsmüller
El museo presenta la historia de la empresa fotográfica Hirsmüller entre 1861 y 1993. La colección comprende unas 100 000 fotografías, utensilios del estudio y laboratorio fotográfico, así como una colección de cámaras fotográficas.